# Limnophila poetica
Limnophila poetica là một loài ruồi trong họ Limoniidae. Chúng phân bố ở miền Tân bắc.